# Eurytmia
Eurytmia (gr. – dosł. "dobre poruszanie się") − opracowana przez Rudolfa Steinera w roku 1911, inspirowana antropozofią sztuka poruszania się przy muzyce i odpowiednich tekstach (przypomina formą taniec). Stanowi przedmiot w szkołach waldorfskich. Istnieje eurytmia artystyczna, wykonywana scenicznie, eurytmia pedagogiczna jako przedmiot nauczania w szkołach waldorfskich, eurytmia lecznicza i terapeutyczna.
Studia eurytmii trwają 4 lata.  Eurytmię leczniczą można studiować po zakończeniu 4-letnich studiów.
Eurytmią i dramatami misteryjnymi Rudolfa Steinera interesował się żywo Juliusz Osterwa (Patrz M. Czechow "O technice Aktora" list Osterwy do Limanowskiego. M.Sołek wyd. Arche).
Obecnie w Polsce pracuje artystycznie i pedagogicznie pięcioro eurytmistów (dane z 2012 r.).